# Takanori Arisawa
Takanori Arisawa (有澤孝紀 Arisawa Takanori; 4 aprile 1951 – Tokyo, 26 novembre 2005) è stato un compositore e arrangiatore giapponese, famoso per aver creato le colonne sonore di diverse anime famosi, incluse quelle delle serie di Sailor Moon e Digimon Adventure.
È morto di cancro alla vescica nel novembre 2005 all'età di 54 anni.

## Carriera
Nel 1980 la canzone "Shinjuku Transfer" (新宿トランスファー?, Shinjuku Toransufā) scritta da Arisawa viene registrata dal gruppo corale SOAP per l'etichetta Epic Records. L'anno seguente l'artista pubblica il suo primo album, "Hamot Pier" (ハーモト・ピアー?, Hāmoto Piā), che gli vale il premio d'incoraggiamento ai debuttanti (新人奨励賞?, Shinjin Shōre-ishō) al Festival della musica di Tōkyō (東京音楽祭?, Tōkyō Ongakusai). Hamot Pier verrà ripubblicato in seguito nel 1993.
Durante gli anni ottanta Arisawa lavora come compositore e arrangiatore per la rete televisiva Tokyo Broadcasting System, scrivendo musiche per spot televisivi come quelli della Coca-Cola. In questo periodo compone musiche per diverse serie TV e pubblica un singolo, "Takeoff dell'amore" (愛のTAKEOFF?, Ai no TAKEOFF) per l'anniversario dei 30 anni della Japan Airlines.
Nel 1993 riceve come direttore musicale della serie televisiva Sailor Moon il Grande Premio Golden Disk (ゴールデンディスク大賞?, Gōruden Disuku Dai-shō) dalla Columbia Records. Arisawa continua a comporre per tutta la serie televisiva dedicata a Sailor Moon, coprendo Sailor Moon, Sailor Moon R, Sailor Moon S, Sailor Moon SuperS e Sailor Moon Sailor Stars. Nel 1995 viene assunto dall'emittente televisiva NHK come direttore musicale per la serie televisiva Ei-go de asobo (英語であそぼ?, Giochiamo in inglese).
Arisawa ha espresso più volte ammirazione per la musica in stile hollywoodiano, traendo ispirazione per la colonna sonora di Sailor Moon dalla serie TV Charlie's Angels. Durante la stesura di musiche per uno specifico personaggio o gruppo faceva spesso uso di simboli, prendendo in prestito elementi da diversi generi e paesi. Con il progredire della serie il suo stile è passato da un ritmo pop ad uno più classicheggiante per riflettere la maturazione a cui i protagonisti andavano incontro.

## Opere
Nel corso della sua carriera Takanori Arisawa ha composto musiche per diverse serie TV e videogiochi.
- Bikkuriman (ビックリマン?, L'uomo sorpresa)
- Super Bikkuriman (スーパービックリマン?, Sūpā Bikkuriman)
- Ningyo chūihō! (きんぎょ注意報!?, Attenzione ai pesci rossi!)
- Sailor Moon
- Digimon
- Luna, principessa argentata (夢のクレヨン王国?, Yume no kureyon ōkoku)
- Ō-sama no brunch (王様のブランチ?, Ō-sama no buranchi)
- Moero!! Robocon (燃えろ!!ロボコン?, Moero!! Robokon)
- Sesame Street
- Dr.Rin ni kiite mite! (Dr.リンにきいてみて!?, Chiedi al Dr.Rin!)
- Tales of Eternia (テイルズ オブ エターニア?, Teiruzu obu Etānia)